# Rhene saeva
Rhene saeva là một loài nhện trong họ Salticidae.
Loài này thuộc chi Rhene. Rhene saeva được Christoph Gottfried Andreas Giebel miêu tả năm 1863.